# Viktor Damjanić
Viktor Damjanić (Sebenico, 3 novembre 2005) è un calciatore croato, attaccante del Jedinstvo Ub in prestito dalla Lokomotiva Zagabria.

## Carriera

### Club
Cresciuto nel settore giovanile del Sebenico, ha debuttato in prima squadra il 7 novembre 2021 nell'incontro di Hrvatska nogometna liga perso 1-0 contro il Rijeka. Il 25 luglio 2023 è stato acquistato a titolo definitivo dalla Lokomotiva Zagabria, che lo ha inizialmente assegnato alla propria formazione Under-19 per poi in un secondo momento aggregarlo anche alla prima squadra, con la quale non ha comunque mai esordito in competizioni ufficiali.
Il 16 luglio 2024 è stato ceduto in prestito al Jedinstvo Ub ed il 24 agosto ha segnato il suo primo gol in carriera nella partita di Superliga persa 3-2 contro l'IMT Belgrado.

### Nazionale
Ha giocato nelle nazionali giovanili croate Under-17, Under-18 ed Under-19.

## Statistiche

### Presenze e reti nei club
Statistiche aggiornate al 20 aprile 2025.
| Stagione        | Squadra             | Campionato      | Campionato | Campionato | Coppe nazionali | Coppe nazionali | Coppe nazionali | Coppe continentali | Coppe continentali | Coppe continentali | Altre coppe | Altre coppe | Altre coppe | Totale | Totale | Totale |
| Stagione        | Squadra             | Comp            | Pres       | Reti       | Comp            | Pres            | Reti            | Comp               | Pres               | Reti               | Comp        | Pres        | Reti        | Pres   | Reti   |        |
| --------------- | ------------------- | --------------- | ---------- | ---------- | --------------- | --------------- | --------------- | ------------------ | ------------------ | ------------------ | ----------- | ----------- | ----------- | ------ | ------ | ------ |
| 2021-2022       | Sebenico            | 1.HNL           | 1          | 0          | CC              | 0               | 0               | -                  | -                  | -                  | -           | -           | -           | 1      | 0      |        |
| 2022-2023       | Sebenico            | HNL             | 0          | 0          | CC              | 0               | 0               | -                  | -                  | -                  | -           | -           | -           | 0      | 0      |        |
| 2023-2024       | Lokomotiva Zagabria | HNL             | 0          | 0          | CC              | 0               | 0               | -                  | -                  | -                  | -           | -           | -           | 0      | 0      |        |
| 2024-2025       | Jedinstvo Ub        | SL              | 27         | 1          | CS              | 1               | 0               | -                  | -                  | -                  | -           | -           | -           | 28     | 1      |        |
| Totale carriera | Totale carriera     | Totale carriera | 28         | 1          |                 | 1               | 0               |                    | -                  | -                  |             | -           | -           | 29     | 1      |        |